# Marc Ducret
Marc Ducret (Parijs, 19 augustus 1957) is een Franse jazzgitarist.

## Biografie
Ducret is autodidact. Voordat hij twintig jaar oud was, speelde hij in verschillende bands, waaronder volks- en dansbands. In 1986 werd hij lid van het Orchestre National de Jazz. Hij toerde in de jaren 1980 ook door Europa, Afrika en Azië. Hij speelde met Michel Portal en Joachim Kühn in New York (9-11 uur Town Hall, 1988)
Hij werkt sinds 1991 samen met Tim Berne, o.a. in de bands Caos Totale, Bloodcount en Big Satan. Hij maakt ook deel uit van de band Un Sang d'encre (met Antonin Rayon en Dominique Pifarély) en het François Corneloup Trio en leidt verschillende eigen bands, waaronder een trio en de bigband Le sens de la marche (met Hugues Mayot, Matthieu Metzger, Yan Lecolaire, Pascal Gaschet, Jean Lucas, Tom Gareil, Antonin Rayon, Paul Brousseau, Bruno Chevillon en Éric Echampard). Hij maakte deel uit van het Acoustic Quartet van Louis Sclavis en het combo van Daniel Humair.
Hij werkte als muzikant in verschillende films en componeerde sinds de vroege jaren 2000 verschillende orkestwerken.
In 1987 ontving hij de Prix Django Reinhardt.

## Discografie
Als leader 
- 1987: La théorie du pilier (Label Bleu)
- 1989: Le Kodo (Label Bleu)
- 1990: Gris (Label Bleu)
- 1991: News from the Front (JMT Records)
- 1997: Détail (Winter & Winter Records)
- 1998: Un Certain Malaise (Screwgun Records)
- 1999: L'ombra di Verdi (Screwgun)
- 2003: Qui parle? (Sketch)
- 2006: Trio Live (zelf geproduceerd)
- 2006: Trio Live No. 2 (zelf geproduceerd)
- 2009: Le sens de la marche (Illusions)
- 2011: Tower, vol. 1 (Ayler)
- 2011: Tower, vol. 2 (Ayler)
- 2012: Tower, vol. 4 (Ayler)
- 2013: Tower, vol. 3 (Ayler)
- 2015: Metatonal (Ayler)

Met Tim Berne
- 1991: Pace Yourself (JMT)
- 1993: Diminutive Mysteries (Mostly Hemphill) (JMT)
- 1994: Nice View (JMT)
- 1995: Lowlife: The Paris Concert (JMT)
- 1995: Poisoned Minds: The Paris Concert (JMT)
- 1995: Memory Select: The Paris Concert (JMT)
- 1997: Big Satan (Winter & Winter)
- 2001: Open, Coma (Screwgun)
- 2002: Science Friction (Screwgun)
- 2002: e Sevens (New World Records)
- 2003: The Sublime And (Thirsty Ear Recordings)
- 2004: Souls Saved Hear (Thirsty Ear)
- 2007: Live in Cognito (Screwgun)
- 2007: Seconds (Screwgun)

Met Samuel Blaser
- 2012: As the Sea (Hathut Records)
- 2011: Boundless (Hathut)

Met Hank Roberts
- 2008: Green (Winter & Winter)